# Draconiden
Der Meteorstrom der Draconiden, nach seinem Herkunftskometen auch Giacobiniden genannt, ist im Zeitraum vom 6. bis zum 10. Oktober aktiv und erreicht am 8. Oktober sein Maximum. Der Radiant liegt im „Kopf“ des Sternbilds Drache, der von Mitteleuropa aus zirkumpolar ist.
Meist sind im Maximum nur 2 Meteore pro Stunde zu sehen, in manchen Jahren aber Dutzende. Darüber hinaus gibt es alle 13–39 Jahre Ausbrüche mit noch höheren Fallraten.

## Herkunft
Wegen der meist nur geringen Fallrate konnte der Meteorschwarm erst 1915 von M. Davidson einem Mutterkometen zugeordnet werden. Es ist der kurzperiodische Komet 21P/Giacobini-Zinner mit 6,5 Jahren Umlaufzeit, dessen Perihel nahezu auf die Erdbahn fällt. Um den 8. Oktober durchfliegt die Erde diesen Punkt und Teile des vom Kometen hinterlassenen Staubes verglühen in der Erdatmosphäre als Sternschnuppen. Befindet sich der Schweifstern noch nahe am Perihel, während sich die Erde durch die dortige Teilchenwolke des Kometen hindurchbewegt, kommt es durch die höhere Staubdichte zu besonders intensiven Meteorströmen. Historisch trat dieses Phänomen etwa alle 13 Jahre auf, was etwa zwei Umlaufsperioden von Giacobini-Zinner entspricht. Dadurch kam es 1933, 1946, 1985 und 1998 zu einer erhöhten Fallrate an Meteoren.
Ähnliche Einflüsse und Bahnstörungen durch Jupiter treten nicht nur bei den Kometen der Jupiterfamilie auf, sondern auch bei anderen Meteorströmen wie den Quadrantiden und Ursiden.

## Geschichte
Die spektakulärsten Ereignisse traten 1933 und 1946 auf, bei denen eine Zenithal Hourly Rate (ZHR) von annähernd 10.000 Meteoren pro Stunde beobachtet wurde – d. h. bei günstigem Standort etwa 3 pro Sekunde. In den Jahren 1985 und 1998 erreichte die ZHR einen Wert von über 500 Meteoren pro Stunde. 2005 wurde mittels Radar eine ZHR von stündlich 150 Meteoren registriert, wogegen visuell immerhin 40 Sternschnuppen pro Stunde gesichtet wurden.
Am 8. Oktober 2011 zwischen 18 und 23h MESZ wurde erneut eine stark erhöhte Fallrate beobachtet. Die ZHR erreichte einen Wert von annähernd 250 Meteoren pro Stunde. Wegen des fast vollen Mondes, der den Himmel aufhellte, waren visuell aber deutlich weniger Meteore zu sehen. Ein Jahr später kam es am 8. Oktober erneut zu einer erhöhten Meteorrate. In den Abendstunden wurde eine ZHR von etwa 320 Meteoren pro Stunde beobachtet.

## Belege
1. ↑  imo.net: IMO Meteor Shower Calendar 2024, abgerufen am 9. März 2024
2. ↑  "Draconids (Giacobinids)". Meteor Showers Online, aufgerufen am 6. Jänner 2018 (Memento vom 7. August 2008 im Internet Archive)
3. ↑   Bahndaten: Draconiden in der Small-Body Database des Jet Propulsion Laboratory (englisch).
4. ↑   Rainer Arlt: "Summary of 1998 Draconid Outburst Observations", Journal of the International Meteor Organization, vol. 26, no. 6, p. 256–259 1998, https://articles.adsabs.harvard.edu//full/1998JIMO...26..256A/0000256.000.html
5. ↑  The 2005 Draconid outburst (PDF; 380 kB), abgerufen am 30. September 2011
6. ↑  draconids.seti.org: 2011 Draconids: storm or just an outburst? von J. Vaubaillon - IMCCE, abgerufen am 14. Oktober 2018
7. ↑  Draconiden-Ausbruch 2011? Sternenbote 2011 Heft 10
8. ↑  imo.net: Draconids 2011 campaign, abgerufen am 3. September 2019
9. ↑   Draconids 2012: visual data quicklook (Memento vom 24. Oktober 2016 im Internet Archive), abgerufen am 9. Oktober 2012